# Cosmosoma zelosa
Cosmosoma zelosa är en fjärilsart som beskrevs av Max Wilhelm Karl Draudt 1915. Cosmosoma zelosa ingår i släktet Cosmosoma och familjen björnspinnare. Inga underarter finns listade i Catalogue of Life.